# Gunbai

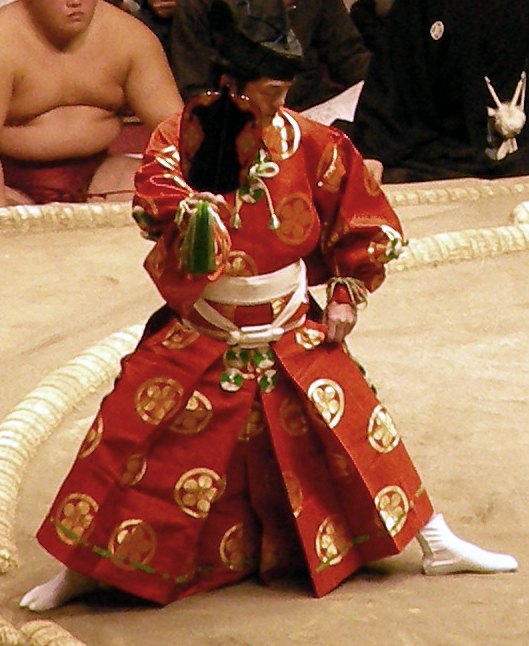
Egy szumó-gjódzsi gunbait tart

A gunbai (軍配, a 軍配団扇 - gunbai-ucsiva rövidített változata) a szumó-döntőbírók (gjódzsi) legyezője.

## Leírás

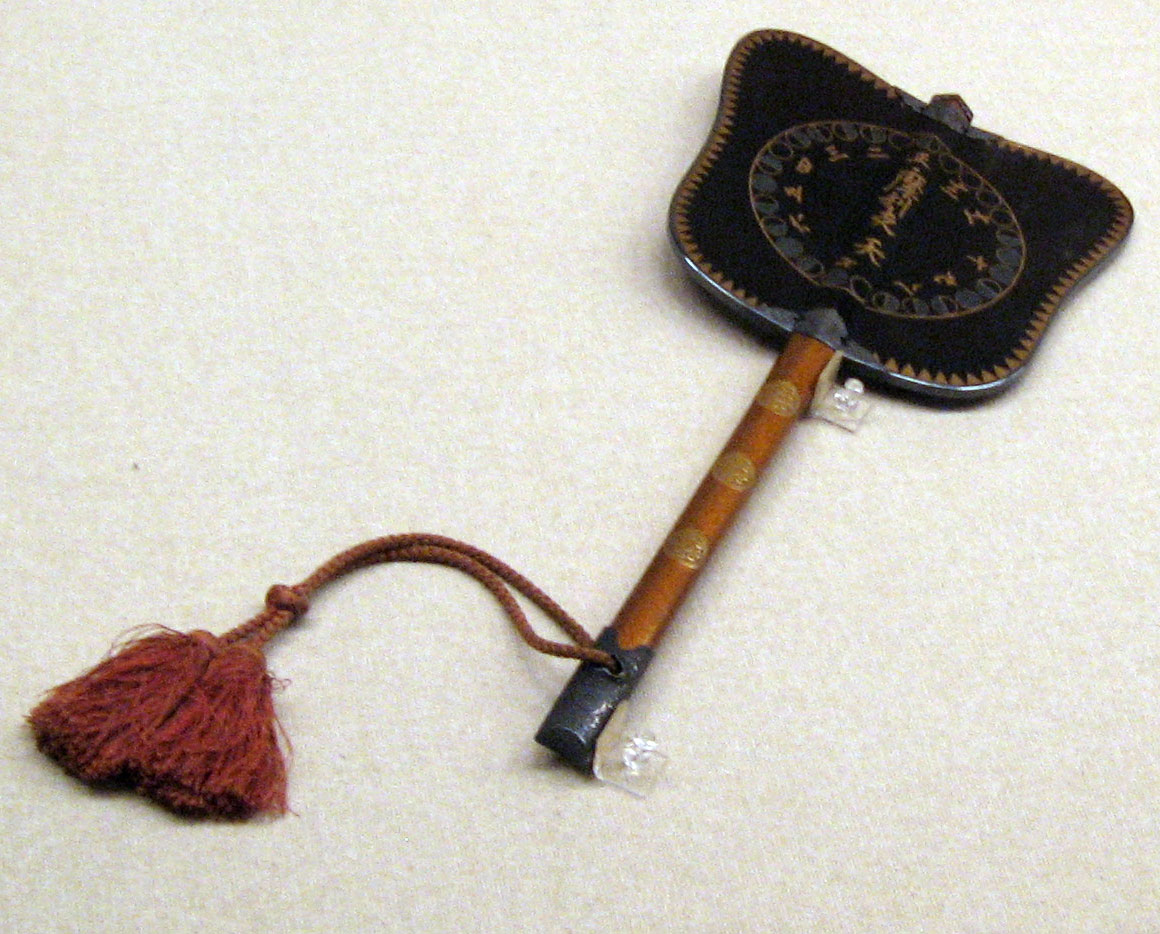
Gunbai a Tozawa családi örökségből

A gunbai a legyezők egy speciális fajtája, a sino-japán gyökerű szó szó szerinti fordításban "katonai ellátmány[-ú legyező]"-t jelent. Ezeket a legyezőket szamuráj katonatisztek használták a parancsnoki feladatok ellátása közben a parancsok kiosztásához. A hagyományos legyezőkkel ellentétben a gunbai-t nem lehet összehajtani, mivel tömör anyagból készül, ez lehet fa, fém borítású fa vagy teljes egészében fém.
A gunbai a szumó gjódzsik felszerelésének központi eleme. Több mindenre használják, ezzel jelzik a győztes oldalt a küzdelem végén (kelet vagy nyugat), illetve ezen nyújtják át a győztes birkózónak a pénznyereményeket is (ha vannak). Ezen felül a gjódzsi döntésére is szoktak (nem hivatalosan) gunbai-ként hivatkozni. Amennyiben a döntést a többi bíró (shimpan) megkérdőjelezi, de a vizsgálatot követően megerősíti, azt gunbai-dóri-ként (軍配通り) jelentik be, ez szó szerinti fordításban "a gunbai szerint"-et jelent. Amennyiben a gjódzsi döntését megváltoztatja a shimpan-ii (bírói tanács), azt gunbai-sashichigae-nek (軍配差し違え) nevezik, szó szerinti fordításban: "a gunbai rossz irányba mutat[ott]."

## A gunbai a popkultúrában
A Naruto című japán mangasorozatban két rivális, Ucsiha Obito és Ucsiha Madara rendszeresen látható egy-egy lila és barna színű gunbai-jal, az utóbbi szereplőről tudni lehet, hogy nagy hozzáértéssel képes használni is azt.
A Team Fortress 2 című videójátékban a "Fan O'War" a Felderítő (Scout) osztály közelharc-fegyvere, leírása szerint ez egy "5-ös Szintű Gunbai". Bár önmagában nem számít erős fegyvernek, de ha valakit eltalálnak vele, akkor a következő 15 másodperc folyamán a megsebzett célpont 35%-kal nagyobb sebzést szenved, továbbá ezen időtartam alatt a Fan O'Warral kritikus találatokat lehet bevinni a szóban forgó ellenfélnek.
A Tomb Raider Definitive Edition című videójátékban a gunbai egy felfedezhető ereklye.

## Fordítás
- Ez a szócikk részben vagy egészben  a   Gunbai című angol Wikipédia-szócikk ezen változatának fordításán alapul.  Az eredeti cikk szerkesztőit annak laptörténete sorolja fel. Ez a jelzés csupán a megfogalmazás eredetét és a szerzői jogokat jelzi, nem szolgál a cikkben szereplő információk forrásmegjelöléseként.